# Pieter Huyssensplein

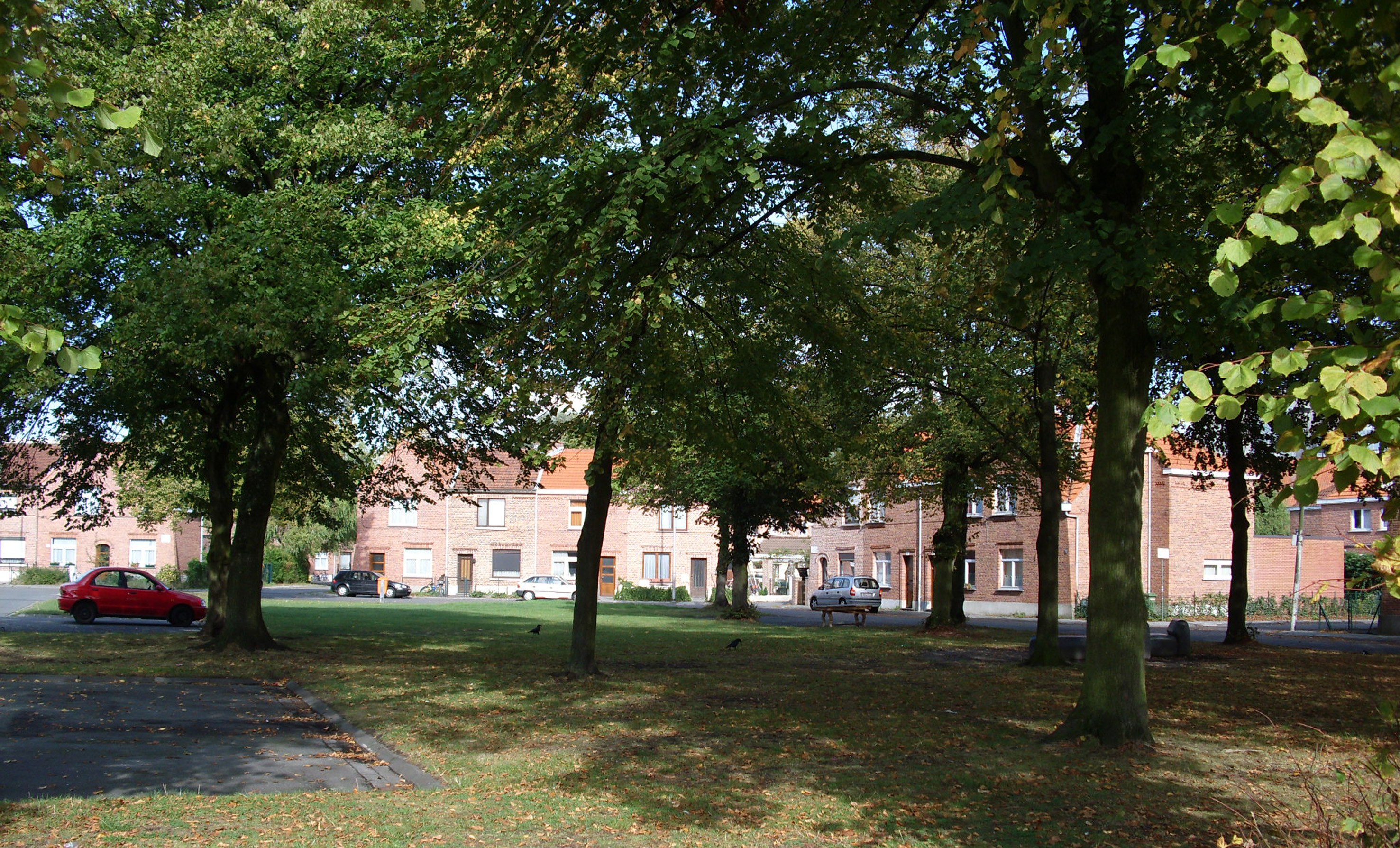
Een groene oase in een drukke stad.

Het Pieter Huyssensplein is een plein in de Belgische stad Gent. Het situeert zich in de woonbuurt Steenakker nabij Nieuw Gent en ligt tussen de Zwijnaardsesteenweg en het UZ Gent. De woonbuurten Steenakker en Nieuw Gent maken deel uit van de wijk Nieuw Gent - UZ.

## Architect
Het Pieter Huyssensplein, dat eigenlijk meer een park is, is midden 20ste eeuw aangelegd en rondom volgebouwd met eenvoudige woningen. Het is tevens een groen rustpunt in een drukke stad.
Het werd genoemd naar de lekenbroeder en architect Pieter Huyssens (1577-1637), die begin de 17de eeuw tal van opdrachten kreeg. Hij was actief betrokken bij de bouw van Sint-Carolus Borromeuskerk in Antwerpen, de Walburgakerk in Brugge, de Sint-Pieterskerk in Gent en de Saint-Loupkerk in Namen.